# Inntal Autobahn
De Oostenrijkse Inntal Autobahn (A12) begint bij Kufstein, bij de grensovergang met Duitsland waar de snelweg overgaat in de Duitse autosnelweg A93. Bij Innsbruck is er een aansluiting op de Brenner Autobahn en bij Zams gaat de weg over in de Arlberg Schnellstraße (S16). Op het traject van de autosnelweg bevinden zich acht tunnels met een gezamenlijke lengte van 15,9 kilometer.
De snelweg is vanaf Kufstein tot Innsbruck, samen met de Brenner Autobahn, een belangrijke verkeersader over de Alpen, van München naar Verona en maakt zo deel uit van de Europese weg E45. De weg verbindt bovendien het westen van Oostenrijk via de Duitse autosnelwegen A93 en A8 met het oosten van het land (A1).
Het deel tussen Kufstein en het knooppunt Innsbruck-Amras werd tussen 1968 en 1972 vrijgegeven voor verkeer, het westelijke deel langs Innsbruck richting Landeck werd in delen geopend in de jaren '70 en '80. De 5095 m lange Roppener Tunnel onder de Tschirgant kwam in 1990 gereed.
De A12 is de eerste autosnelweg in Oostenrijk die met een lichtwaarschuwingsinstallatie is uitgerust en die, afhankelijk van de omstandigheden (wegwerkzaamheden, file, etc.) snelheidsbeperkingen of andere meldingen kan laten zien.
Op de A12 is een tolvignet verplicht vanaf Kufstein-Süd. Voorheen was er een jarenlang gedoogbeleid tussen de Duitse grens en afrit Kufstein-Süd, maar deze werd eind 2013 opgeheven. Hiertegen hebben de gemeenten Kiefersfelden en Kufstein geprotesteerd uit angst dat deze tolvignetverplichting tot een enorme verkeerschaos ging leiden in de desbetreffende gemeenten. Uiteindelijk heeft de Oostenrijkse regering eind 2019 besloten om snelwegen vlak bij de grens tolvrij te maken.
Autobahnen: A1 · A2 · A3 · A4 · A5 · A6 · A7 · A8 · A9 · A10 · A11 · A12 · A13 · A14 · A21 · A22 · A23 · A24 · A25 · A26
Schnellstraßen: S1 · S2 · S3 · S4 · S5 · S6 · S7 · S8 · S10 · S16 · S18 · S31 · S33 · S34 · S35 · S36 · S37